# Bárbara Castro
Bárbara Castro Díaz (* 8. September 1975) ist eine ehemalige chilenische Tennisspielerin.

## Karriere
Castro spielte überwiegend Turniere auf der ITF Women’s World Tennis Tour, wo sie drei Titel im Doppel gewinnen konnte.
Sie trainierte während ihrer aktiven Zeit im Santa Rosa de Las Condes in Santiago de Chile und lebte während ihrer Karriere später in Spanien.
1993 trat Castro im Juniorinneneinzel bei den US Open an, wo sie mit einem 6:4 und 6:0 Sieg gegen Joanna Bauza in die zweite Runde einzog, dort aber dann gegen Dally Randriantefy mit 3:6, 6:2 und 3:6 verlor.
1994 gewann sie zusammen mit Maria Fernanda Quezada Gold im Damendoppel bei den Südamerikaspielen.
1996 trat Castro mit Partnerin Paula Cabezas bei den Olympischen Spielen in Atlanta im Damendoppel an, wo sie ihr Erstrundenspiel gegen die Ungarinnen Virág Csurgó und Andrea Temesvári in drei Sätzen verloren.
1998 gewann Castro bei den Südamerikaspielen mit Paula Cabezas Gold im Damendoppel, Silber mit der chilenischen Mannschaft und Bronze im Einzel.
1999 in Winnipeg gewann sie mit Paula Cabezas eine Silbermedaille für Chile bei den Panamerikanischen Spielen.
Von 1992 bis 2000 nahm Castro an insgesamt 36 Fed-Cup-Begegnungen für Chile teil. Mit Partnerin Paula Cabezas gewann sie 15 Doppel, was ein nationaler Rekord ist.

## Turniersiege

### Doppel
| Nr. | Datum              | Turnier      | Kategorie   | Belag     | Partnerin               | Finalgegnerinnen                     | Ergebnis |
| --- | ------------------ | ------------ | ----------- | --------- | ----------------------- | ------------------------------------ | -------- |
| 1.  | 20. November 1994  | San Salvador | ITF $10.000 | Hartplatz | Emilie Viqueira         | Kellie Dorman-Tyrone Philippa Palmer | 6:2, 6:2 |
| 2.  | 25. September 1995 | Guayaquil    | ITF $10.000 | Sand      | María-Alejandra Quezada | Mariana Díaz Oliva Eugenia Maia      | 6:3, 6:3 |
| 3.  | 6. Mai 1996        | Amazonas     | ITF $10.000 | Hartplatz | Paula Cabezas           | Sandra De Amelio Paula Racedo        | 6:1, 6:3 |

## Persönliches
Castro hat eine jüngere Schwester Valentina, die ebenfalls Chile im Fed-Cup vertrat.